# 馬舒嘩瀑布
馬舒嘩瀑布位於高雄市桃源區，荖濃溪支流唯金溪上游，烏夫東山東方約2.4公里溪谷。瀑布標高約1270公尺至1230公尺，落差約40公尺。由維金溪橋上溯，約2公里可抵達瀑布下。

## 解
1. ↑  根據《臺灣通用電子地圖【NLSC】》、《臺灣通用正射影像【NLSC】》對照。